# Jardín botánico de Las Tosquillas
El Jardín Botánico de Las Tosquillas es un jardín botánico de unos 5.000 m² de extensión que se encuentra en el municipio El Sauzal junto a la casa rural, en el norte de la isla de Tenerife, Islas Canarias, España.

## Localización
Este jardín botánico se encuentra situado en el Municipio de El Sauzal, que se ubica en la zona norte de la isla de Tenerife. Es un auténtico paraíso digno de ser visitado. Con su variedad de palmeras combinadas con fuentes de agua especiales por singularidad, se convierte en un espacio único e impresionante. Se encuentra en:
C/ San Nicolás, 105  El Sauzal - Tenerife - islas Canarias. 
- Teléfono:+34 922 56 11 53

## Colecciones
- Palmeras, en este pequeño Jardín Botánico, se albergan 50 clases de palmeras diferentes de todo el mundo.
- Tillandsias, con 80 especies diferentes de estos "claveles del aire".